# 日菜あこ
日菜 あこ（ひな あこ、1984年8月2日 - ）は、日本の元ギャルママモデル。
ギャルママ雑誌『I LOVE mama〔アイラブママ〕』での専属モデル活動。152センチメートル・37キログラム。福岡県出身。19歳で妊娠し、24歳で3児の母。
現在は心育児研究家としてタレント活動。
野田華子や木口千佳、孫きょう、大工原里美らと並ぶ、アイラブママ誌の代表的なモデルの一人。同誌への露出のみならずテレビコマーシャルやミュージックビデオなど各種媒体を舞台としての幅広い活動も見せている。
2014年より、ケイダッシュグループのアワーソングスクリエイティブに所属していたが2016年に退所。

## 来歴
子持ち『小悪魔アゲハ』モデルの“ももえり”こと桃華絵里に憧憬を抱き、彼女に会いたいという一心からアイラブママ誌のモデルに応募。そして実際に会いに行ったその場でスカウトを受けるに至ったという。
2009年には上松秀実の楽曲のミュージックビデオに木口千佳らとともに出演。さらにその翌2010年には静岡浜松発のヒップホップバンド・Jam9（ジャムナイン）のメジャーデビューシングル「家族」のミュージックビデオに実の息子とともに出演。親子でのミュージックビデオ出演はこれが初であった。
この年（2010年）には、木口千佳、大工原里美、および元女子プロレスラーの北斗晶という3名と並んでの味の素「mamaごはん」のテレビコマーシャルへの出演があったほか、野田華子と並んでのスタジオジブリ映画作品『借りぐらしのアリエッティ』の試写会への登場が注目を集めるに至った。
メンタルケアスペシャリストの資格を取得した2012年からは、それを活かしアイラブママ誌上にて、育児やメンタルケアの相談を受ける企画連載『あこにできること』を始動（11月号より）。アイラブママ誌の専属モデルとなって4年目を迎えた2013年には、同誌5月号にておよそ2年ぶりの表紙単独登場を披露している。

## 『GAL×BABY』
1万名以上の登録者を擁する“GAL×BABY〔ギャルベビ〕”と題したギャルママ向けサークルの総代表を担うという活動もあり、2012年の1月から始動した国土交通省観光庁後援の官民連携プロジェクト『トラベルmama運動』では同サークルの代表として応援サポーターの役を務めている。

## 『PON!』
2011年10月から日本テレビの情報バラエティ番組『PON!』にレギュラー出演し、孫きょうと隔週交代で博多華丸大吉と共演していた。
博多華丸・大吉と孫きょうが降板となった2012年4月からは金曜日の新コーナーを単独で担当していたものの、同年7月20日放送分から日本テレビアナウンサーの菅谷大介が助手として加わり、9月まで2人で曜日コーナーを担当していた。

## 出演

### 雑誌
- 『I LOVE mama』（専属：2009年 - ）

### テレビ
- 『プリママ』（KBS京都、2011年4月2日 - ） 共/仲本沙織、野田華子、大工原里美、木口千佳、孫きょう、新井千佳、白井ゆかり、白戸彩花、鈴木明理[17]
- 『PON!』（日本テレビ、2011年10月7日 - 2012年9月28日）[18] ― 孫きょうも出演[19]
- 『踊る!さんま御殿!!』（日本テレビ、2011年10月25日）[18] 共/冨永愛ほか[20]
- 『ザキ神っ!』（TBS、2011年4月30日〜7月30日／2011年9月3日）[18] 共/小森純、寿るい、鈴木あや、今泉宏美、てんちむ、武智志穂、川端かなこ、樋浦舞花、樋浦結花等[21]
- 『シェア5〜失敗したくないアナタへ〜』（TBS、2011年8月13日）[18]
- 『リアル×ワールド』（日本テレビ、2011年5月8日）[18]
- 『あいまいナ!』（TBS、2010年10月9日〜2011年4月2日）[18] 共/木村あすか、小川さえこ、板橋瑠美、小森純、鈴木あや、川端かなこ等[22]
- 『ズームイン!!SUPER』（日本テレビ、2009年8月24日／2010年9月6日）[18] ― 山下綾子（『I LOVE mama』編集長）、木口千佳、東海由香里、鈴木明理も出演[23]
- 『スッキリ!!』（日本テレビ、2010年3月18日／19日）[18] ― 大工原里美、木口千佳も出演[24]
- 『イブニングワイド』（TBS、2009年10月23日）[18]
- 『ひるおび!』（TBS、2009年10月19日）[18]
- 『beポンキッキーズ』（BSフジ、2013年4月6日 - 2014年4月5日）土曜『ママポン』MC

### 音楽PV
- 「Dear Lady」（上松秀実、2009年11月18日発売） 共/琉奈、木口千佳[9]
- 「家族」（Jam9、2010年6月23日発売）[10]

### イベント
- 『I LOVE mama × MEGA WEB 美ママとちびコのラブかわGW』（『I LOVE mama』／トヨタ自動車、2010年5月2日） 共/木口千佳、大工原里美[25]
- スタジオジブリ試写会『借りぐらしのアリエッティ』（2010年7月11日） 共/野田華子[26]
- 『夢見るMYマイメロディ展』（六本木ヒルズ、2012年2月22日〜3月5日） 共/青木美沙子、浅野忠信、有本ゆみこ、五十嵐圭、太田莉菜、乙葉、加藤夏希、鹿島沙希、girl next door、金子亜貴子、神田うの、木口千佳、氣仙えりか、木戸美歩、清川あさみ、熊谷ゆかり、黒崎えり子、河野純子、国生さゆり、小島藤子、虎南有香、小日向えり、小山典子、さくらまや、佐田真由美、佐藤琢磨、関根和美、TAO、ダイアモンド☆ユカイ、高木万平・心平、高杉さと美、土屋アンナ、てんちむ、中原佳美、双木昭夫、原田真里子、舟山久美子、bump.y、真島茂樹、松井珠理奈、松岡里枝、マロン、松島花、水川あさみ、水木一郎、misono、三原勇希、三船美佳、武藤敬司、望月海羽、ももいろクローバーZ、桃華絵里、安めぐみ、山口裕子[27]

### その他
- テレビCM：『mamaごはん』（2010年6月17日公開、味の素） 共/木口千佳、北斗晶、大工原里美[11]
- ネット番組：『ギャルトーク天国』（TBSテレビ、レギュラー出演） 共/川端かなこ、細井宏美、鈴木あや、寿るい、今泉宏美、てんちむ[28]